# Bolgárom
Bolgárom (szlovákul: Bulhary) magyar község Szlovákiában, a Besztercebányai kerületben, a Losonci járásban.

## Fekvése
Fülektől 4 km-re északkeletre található zsákfalu.

## Története
1435-ben Bolgarom néven említik először, de valószínűleg már előbb keletkezett. Neve egykori bolgár népesség betelepülésével van kapcsolatban. 1461-ben Bolgarfalwa néven tűnik fel a forrásokban. A 16. század első felében a füleki váruradalom része, majd 1554 és 1594 között török uralom alatt állt. A 17. században több nemesi család birtoka volt. 1828-ban 27 házában 263 lakos élt. A 19. századtól a Coburg és Alitisz családoknak voltak itt nagybirtokaik. Lakói mezőgazdasággal foglalkoztak, majd a 20. század elejétől a közeli Fülek üzemeiben dolgoztak.
Vályi András szerint "BOLGAROM helyesebben Bolgárhony. Magyar falu Nógrad Vármegyében, földes Ura Báró Vétsei Uraság, Butsony hegyének tövében fekszik, Sávolynak szomszédságában, mellynek filiája, Gömör Vármegyének szélénél; határja meglehetös termékenységű, erdője, legelője alkalmas, de mivel szőlö hegye nintsen, harmadik Osztálybéli."
Fényes Elek szerint "Bolgarom, magyar falu, 274 kath. lak. Nógrád vgyében. Határja hegyekkel és térséggel változik. F. u. b. Vécsey. Ut. p. Rimaszombat."
A trianoni békeszerződésig Nógrád vármegye Füleki járásához tartozott, ezután a csehszlovák állam része lett. 1938 és 1945 között ismét Magyarország tulajdona.

## Népessége
| Év:            | 1994. | 2004.   | 2014.    | 2024.   |
| -------------- | ----- | ------- | -------- | ------- |
| Emberek száma: | 292   | 287     | 318      | 347     |
| Eltérés:       |       | -1,71 % | +10,80 % | +9,11 % |

| Év:            | 2023. | 2024.   |
| -------------- | ----- | ------- |
| Emberek száma: | 335   | 347     |
| Eltérés:       |       | +3,58 % |

1910-ben 327, túlnyomórészt magyar lakosa volt.
2001-ben 287 lakosából 242 (84.3%) magyar.
2011-ben 305 lakosából 279 magyar és 17 szlovák.
2021-ben 320 lakosából 279 (+5) magyar, 33 (+1) szlovák, 2 (+5) cigány, 2 egyéb és 4 ismeretlen nemzetiségű volt.

## Nevezetességei
- A Mindenszentek tiszteletére szentelt római katolikus temploma 1849-ben épült klasszicista stílusban, belseje 18. századi barokk.
- Határában bazaltbánya működik, az itteni bazalt közkedvelt burkolóanyag volt a Monarchia több nagyvárosában.